# Saint-Lazare (Marseille)
Pour les articles homonymes, voir Saint-Lazare.

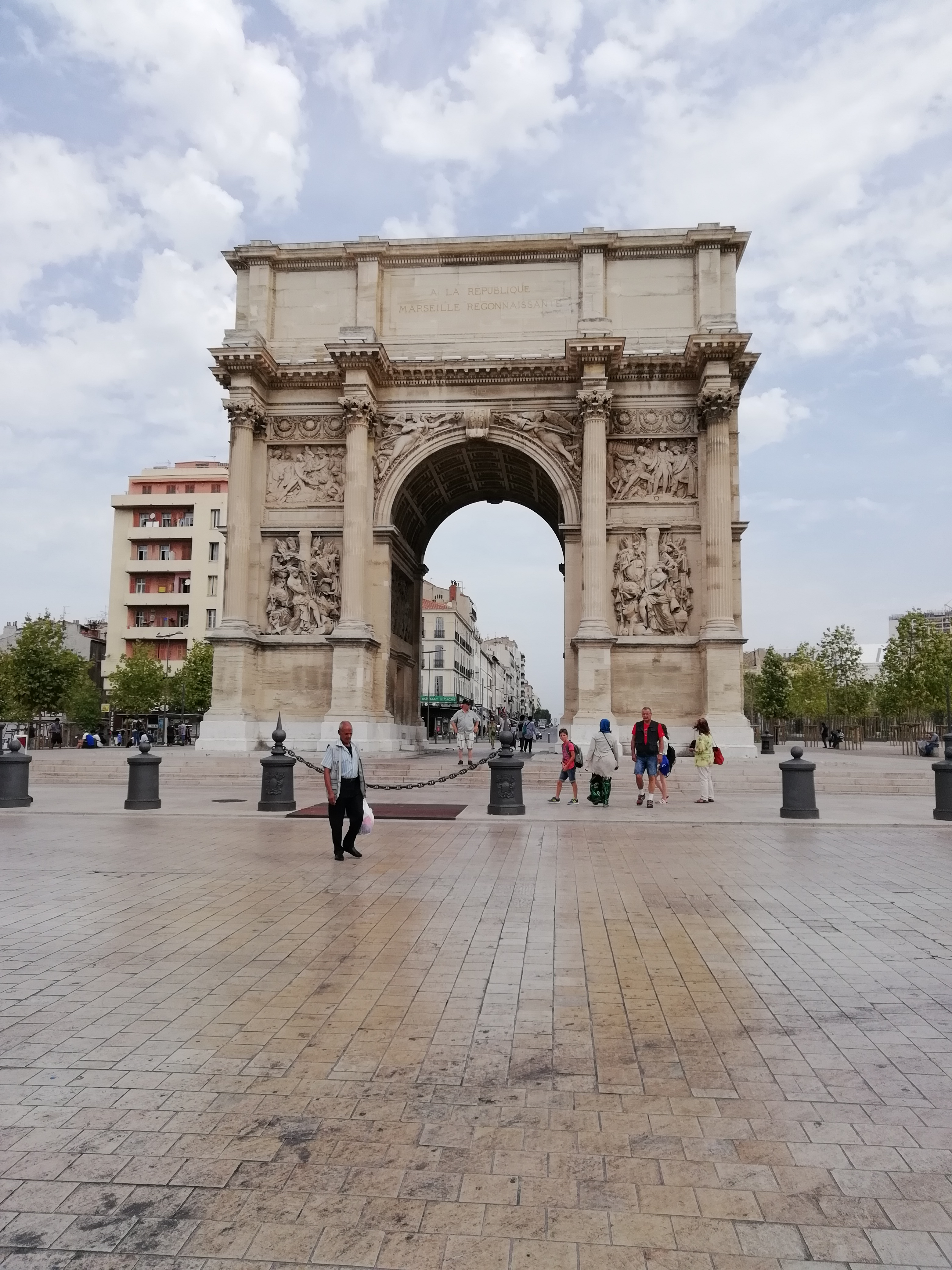
Porte d'Aix.

Saint-Lazare est un quartier du 3e arrondissement de Marseille incluant une faculté des sciences. Le quartier abrite notamment la célèbre porte d'Aix, la caserne des pompiers de Marseille et la caserne des Douanes.